# È

ilustrace

È (minuskule è) je speciální písmeno latinky, používané ve francouzštině, skotské gaelštině a italštině.

## Výslovnost

### Francouzština
Ve francouzštině se písmeno è vyslovuje jako /ɛ/ (jako české e).

### Skotská gaelština
Ve skotské gaelštině se è vyslovuje jako /ɛː/, stejně jako dlouhé české é.

### italština
V italštině se è vyslovuje stejně jako ve francouzštině, tedy jako /ɛ/. Samostatně toto písmeno také znamená "je" (třetí osoba jednotného čísla slovesa essere - "být").